# UNC Asheville Bulldogs
UNC Asheville Bulldogs (Bulldogs de la Universidad de Carolina del Norte en Asheville) es la denominación de los equipos deportivos de la Universidad de Carolina del Norte en Asheville, institución académica ubicada en Asheville, Carolina del Norte. Los Bulldogs participan en las competiciones universitarias organizadas por la NCAA, y forman parte de la Big South Conference desde 1984.

## Programa deportivo
Los Bulldogs compiten en 6 deportes masculinos y en 7 femeninos:
| Masculino: - Baloncesto - Fútbol - Béisbol - Tenis - Atletismo - Campo a través | Femenino: - Baloncesto - Atletismo - Voleibol - Tenis - Campo a través - Softball - Natación |

## Instalaciones deportivas
- Kimmel Arena es donde disputan sus partidos los equipos de baloncesto y voleibol. Fue inaugurado en febrero de 2012 y costó más de 78 millones de dólares. Tiene una capacidad para 3.200 espectadores.[1]
- Clay Gould Ballpark es donde disputa sus encuentros el equipo de béisbol. Fue inaugurado en 1974 y tiene una capacidad para 1.600 espectadores.[2]
- Maverick Stadium es el estadio donde se desarrollan las competiciones de atletismo al aire libre. Fue inaugurado en 1980 y tiene una capacidad para 12.500 espectadores.[3]